# 志賀麻登佳
志賀 麻登佳（しが まどか、1975年7月4日 - ）は、日本の俳優、声優。東京俳優生活協同組合所属。神奈川県出身。

## 略歴
勝田声優学院卒業。
1998年、文学座付属演劇研究所に入所し、2001年から東京俳優生活協同組合に所属。演劇企画CRANQで舞台活動も行っている。

## 人物
声種はバリトン。
特技は落語。大学時代は落語研究会に所属していた。落研の同期にニッポン放送アナウンサー吉田尚記がいる。趣味・スポーツはサッカー、水泳。

## 出演
太字はメインキャラクター。

### テレビドラマ
- 安宅家の人々
- 御宿かわせみ（清吉）
- 汚れた舌
- 年下の男（進藤一）
- 土曜ワイド劇場「美人三姉妹の推理旅行」（林ホテルマン）
- パーフェクト・リポート
- ホカベン
- ヤメ刑探偵 加賀美塔子
- 渡る世間は鬼ばかり（幸楽の客）
- はぶらし/女友だち 最終話（2016年2月23日、NHK BSプレミアム） - 俊之 役

### 映画
- 釣りバカ日誌13 ハマちゃん危機一髪!（秘書課員）
- 爆走!デコトラ列伝（衛星局員）

### テレビアニメ
2011年
- ダンタリアンの書架（紳士B）

2012年
- 宇宙兄弟（2012年 - 2014年、森嶋茂雄、永田ベンジャミン、キャプコム、サイモン、タック・ラベル 他）
- さくら荘のペットな彼女（2012年 - 2013年、面接官、車内アナウンス）
- トータル・イクリプス（リック・スヴェン、テロリスト）
- 名探偵コナン（2012年 - 2013年、友人、窃盗犯）
- ヨルムンガンド PERFECT ORDER（エクスカリバー）

2013年
- 銀河機攻隊 マジェスティックプリンス（ジョン・スミス）
- 琴浦さん（医師C、津山）
- ストライク・ザ・ブラッド（三聖）
- とある科学の超電磁砲S（ガードマン、部下、サングラスの男、ジャッジメント）
- ハイスクールD×D NEW（教師）
- はたらく魔王さま！（警察官、幹部）
- ミス・モノクローム -The Animation-（男、村人B、アームレスリング勧誘男、シェフ）
- リトルバスターズ!（医師、大使館員、男性A） - 2シリーズ

2014年
- ジョジョの奇妙な冒険 スターダストクルセイダース（大人B）

2016年
- 機動戦士ガンダムUC RE:0096（作業員、SP、連邦兵）

2018年
- BEATLESS（外資コンサルタント〈中枢E〉、キリノ） - 2シリーズ
- DOUBLE DECKER! ダグ&キリル（アナウンサーA、アナウンサー）

2019年
- 超人高校生たちは異世界でも余裕で生き抜くようです!（ウルガ、村人A）

2020年
- 宝石商リチャード氏の謎鑑定（シャウル・ラナシンハ・アリー）

2022年
- ルパン三世 PART6（男性司会者）
- うたわれるもの 二人の白皇（トキフサ）
- RWBY 氷雪帝国（ジャック・シュニー）

2023年
- 天国大魔境（技術部長）

### 劇場アニメ
- コードギアス 亡国のアキト 第2章「引き裂かれし翼竜」（2013年、軍人）
- 劇場版 TIGER & BUNNY -The Rising-（2014年、アポロンメディア社員A）
- 宇宙兄弟#0（2014年、タック・ラベル）

### OVA
- 機動戦士ガンダムUC（作業員、SP）
- 翠星のガルガンティア（船員）※Blu-ray BOX 3収録OVA

### Webアニメ
- DEVILMAN crybaby（2018年、幸田選手のコーチ）

### ゲーム
2010年代
- マブラヴ オルタネイティヴ トータル・イクリプス（2013年、リック・スヴェン大尉）
- サイコブレイク（2014年、バレリオ・ヒメネス）
- ファイアーエムブレムif（2015年、アシュラ）
- 逆転裁判6（2016年）
- 薔薇に隠されしヴェリテ（2016年、ローアン枢機卿）
- クイズRPG 魔法使いと黒猫のウィズ（2016年、アルトゥール・ハイリヒベルク）
- 巨影都市（2017年、藤原徹）
- ヤマトクロニクル創世（2017年、織田信長、天狗）

2020年代
- Marvel's Avengers（2020年、トニー・スターク / アイアンマン）
- うたわれるもの斬2（2021年、トキフサ）
- 信長の野望 出陣（2023年 - 、柿崎景家、村上義清、森可成）

### 吹き替え

#### 映画（吹き替え）
- アイ・ソー・ザ・ライト
- アイリッシュマン
- アウェアネス 超能力覚醒（パーシーバー〈オスカル・ハエナダ〉）
- アメリカン・レポーター（ファヒム〈クリストファー・アボット〉）
- IT/イット “それ”が見えたら、終わり。（ザック・デンブロウ〈ジェフリー・ポウンセット〉[14]）
- IT/イット THE END “それ”が見えたら、終わり。（マイクの父[15]）
- エスター ファースト・キル（アレン〈ロッシフ・サザーランド〉）
- エンド・オブ・ホワイトハウス（ローマ大統領警護隊長〈コール・ハウザー〉 他）
- オーシャンズ8（美術館長[16]）
- オデッセイ（アレックス・フォーゲル〈アクセル・ヘニー〉）
- キャプテン・アメリカ/ウィンター・ソルジャー（背広エージェント）
- キングスマン:ゴールデン・サークル（大統領〈ブルース・グリーンウッド〉[17]）
- グランド・マスター
- クローバーフィールド・パラドックス（ヴォルコフ〈アクセル・ヘニー〉）
- 最強のふたり
- 猿の惑星: 聖戦記[18]
- シークレット・パーティー
- ジャッキー/ファーストレディ 最後の使命（ジャーナリスト〈ビリー・クラダップ〉）
- ジャン＝クロード・ヴァン・ダム ファイナル・ブラッド（ラドヴァン〈ダニエル・バーンハード〉）
- ジュラシック・ワールド（インジェン社の契約者〈マイケル・パパジョン〉）※日本テレビ版
- スーサイド・スクワッド（駅の警官）
- ダイナソー・プロジェクト（チャーリー・ラザフォード）
- ダイ・ハード/ラスト・デイ
- ダウントン・アビー (映画)（リチャード・エリス〈マックス・ブラウン〉[19]）
- なんちゃって家族
- ネイビーシールズ
- バッド・ブロマンス（オリヴァー・ローレス〈ジェームズ・マースデン〉）
- ハッピー・デス・デイ（グレゴリー・バトラー〈チャールズ・エイトキン〉）
  - ハッピー・デス・デイ 2U
- 5デイズ（セバスチャン・ガンツ〈リチャード・コイル〉）
- HICK ルリ13歳の旅（ロイド・ナッシュ〈レイ・マッキノン〉、バスの運転手）
- プーと大人になった僕
- ブラック アンド ブルー（テリー・マローン〈フランク・グリロ〉[20]）
- フランクおじさん（フランク・ブレッドソー〈ポール・ベタニー〉）
- ブリス -たどり着く世界-（グレッグ・ウィットル〈オーウェン・ウィルソン〉）
- ホールド・ザ・ダーク そこにある闇（ドナルド・メリウム〈ジェームズ・バッジ・デール〉）
- ミケランジェロ・プロジェクト
- ミュータント・タートルズ（ボディガード）
- モンスタートラック（リース・テネソン〈ロブ・ロウ〉）
- やさしい本泥棒
- ライト/オフ（ポール〈ビリー・バーク〉）
- ライフ・オブ・パイ/トラと漂流した227日
- リベンジ・マッチ
- レヴェナント: 蘇えりし者
- LOGAN/ローガン

#### ドラマ
- ARROW/アロー（フロイド・ロートン / デッドショット〈マイケル・ロウ〉）
- イカゲーム（マネージャー〈イ・ビョンホン〉）
- 奇皇后 〜ふたつの愛 涙の誓い〜（チェ・ムソン〈クォン・オジュン〉）
- キャッスル 〜ミステリー作家は事件がお好き
- グッド・ワイフ
- クリミナル・マインド FBI行動分析課
- CSI:科学捜査班
- ジャンゴ ザ・シリーズ（シーモア・エリス〈ジュダー・ジェームズ〉[21]）
- 宿敵 因縁のハットフィールド&マッコイ
- 孫子兵法
- ダウントン・アビー（リチャード・カーライル〈イアン・グレン〉）
- デスパレートな妻たち
- ナース・ジャッキー4
- ビクトリアス
- 不滅の恋人（ユン・ジャジュン〈パク・ジュヒョン〉[22]）
- THE BLACKLIST/ブラックリスト（アラム・モジタバイ〈アミール・アリソン〉）※シーズン3から
- ブレイキング・バッド（スティーブン・ゴメス〈スティーヴン・マイケル・ケサダ〉）
- ペク・ドンス（副官 他）
- ボードウォーク・エンパイア 欲望の街
- ボルジア家 愛と欲望の教皇一族
- メディア王 〜華麗なる一族〜（ケンダル・ロイ〈ジェレミー・ストロング〉）

#### アニメ
- ターボ
- マイリトルポニー〜トモダチは魔法〜（ラリティのパパ、馬車引きポニー、黄色い服ポニー、ヴァレット、車掌）
- LEGO スター・ウォーズ エンパイア・ストライクス・アウト

### テレビ番組
- 考古の法廷
- 美の巨人たち（青木繁）
- モーガン・フリーマン 時空を超えて（声の出演）

### ボイスオーバー
- 地球ドラマチック
  - 「ツタンカーメンDNA大解析」
  - 「ペトラ遺跡 砂漠に消えた古代文明の謎」
  - 「洞窟に眠る新種の人類」
  - 「古代エジプト 大ピラミッドの新事実」
- BS世界のドキュメンタリー
  - ハンス・ジマー 映画音楽の革命児（2023年3月9日、ロン・ハワード）

### 特撮
- ウルトラQ dark fantasy（そらの父）

### 舞台
- アイスクリームマン（井上）
- お気に召すまま（タッチストーン）
- ソープオペラ（鮎川）
- 華々しき一族（鉄風）
- ボーイング・ボーイング（ベルナール）
- 私がセックスしない理由
- 我らが祖国のために（キャンベル・ハリー・アースコット）